# Pozo Cañada
Pozo Cañada é um município da Espanha, na província de Albacete, comunidade autónoma de Castela-Mancha. Tem 117,16 km² de área e em 2021 tinha 2 797 habitantes (densidade: 23,9 hab./km²). Pertence à comarca de Mancha de Montearagón, e limita com os municípios de Albacete e Chinchilla de Monte-Aragón.